# Миюнь (водохранилище)
Водохранилище Мию́нь (кит. 密云水库) расположено в районе Миюнь города Пекин, и является одним из основных источников питьевой воды для Пекина.
Строительство водохранилища было завершено в сентябре 1960 года. Проект был разработан факультетом гидроэнергетики Университета Цинхуа, к строительству привлекалось население Пекина и Тяньцзиня.
Через водохранилище протекают реки Чаохэ и Байхэ. Площадь водохранилища — 188 км², объём — 0,4375 км³, максимальная глубина — 43,5 м.